# Еріх Шредтер
Еріх Шредтер (нім. Erich Schroedter; 1 травня 1919, Мюнхен — 7 грудня 1994, Леррах) — німецький офіцер, майор вермахту (30 січня 1945). Кавалер Лицарського хреста Залізного хреста з дубовим листям.

## Біографія
1 жовтня 1937 року вступив в 3-й мотоциклетний батальйону. З 1 серпня 1939 року — командир взводу 2-го батальйону 9-го стрілецького полку. Учасник Польської кампанії. З листопада 1939 року — ордонанс-офіцер 8-го мотоциклетного батальйону, з яким взяв участь у Французькій кампанії. З початку 1941 року — ад'ютант свого батальйону. Учасник Балканської кампанії та Німецько-радянської війни. В серпні 1941 року важко поранений. З 1 травня 1942 року — ордонанс-офіцер в танковому училищі в Крампніці, з 1 березня 1943 року — в штабі 4-ї танкової армії. З 1 лютого 1944 року — командир ескадрону танкового розвідувального батальйону «Велика Німеччина». 22 вересня 1944 року очолив весь батальйон. Відзначився у боях в Курляндії, а також при обороні Кенігсбергу. 18 лютого 1945 року важко поранений.

## Нагороди
- Залізний хрест
  - 2-го класу (5 жотвня 1939)
  - 1-го класу (7 липня 1940)
- Нагрудний знак «За танкову атаку» в бронзі (1941)
- Нагрудний знак «За поранення»
  - в чорному (серпень 1941)
  - в золоті (8 червня 1944)
- Нарукавна стрічка дивізії «Велика Німеччина» (травень 1942)
- Німецький хрест в золоті (26 липня 1944)
- Лицарський хрест Залізного хреста з дубовим листям
  - лицарський хрест (23 жовтня 1944)
  - дубове листя (№808; 28 березня 1945)
- Нарукавна стрічка «Курляндія» (1945)